# Chianocco
Chianocco (piemontiul: Cianoch, okcitánul: Tsanuch) település Olaszországban, Lombardia régióban, Torino megyében. Lakosainak száma 1528 fő (2023. január 1.). Chianocco Bruzolo, Bussoleno, San Giorio di Susa és Usseglio községekkel határos.

## Népesség
A település népességének változása:
| Lakosok száma | 1654 | 1624 | 1612 | 1528 |
|               | 2017 | 2018 | 2019 | 2023 |